# مدیاست اسپانیا
مدیاست اسپانیا (به اسپانیایی: Mediaset España) که پیش‌تر با نام گستویزیون تله‌سینکو شناخته می‌شد، شرکت رسانه‌های گروهی اسپانیایی است، که در زمینه ارائه و پخش شبکه‌های رادیویی، تلویزیونی و تولید محصولات رسانه‌های گروهی فعالیت می‌کند.
شرکت مدیاست مالک بزرگترین شبکه تلویزیونی در اسپانیا است. بزرگترین سهام‌دار این شرکت، سیلویو برلوسکونی است، که از طریق شرکت مدیاست مالک ۴۱ درصد از سهام مدیاست اسپانیا می‌باشد.